# Zeven Steegjes

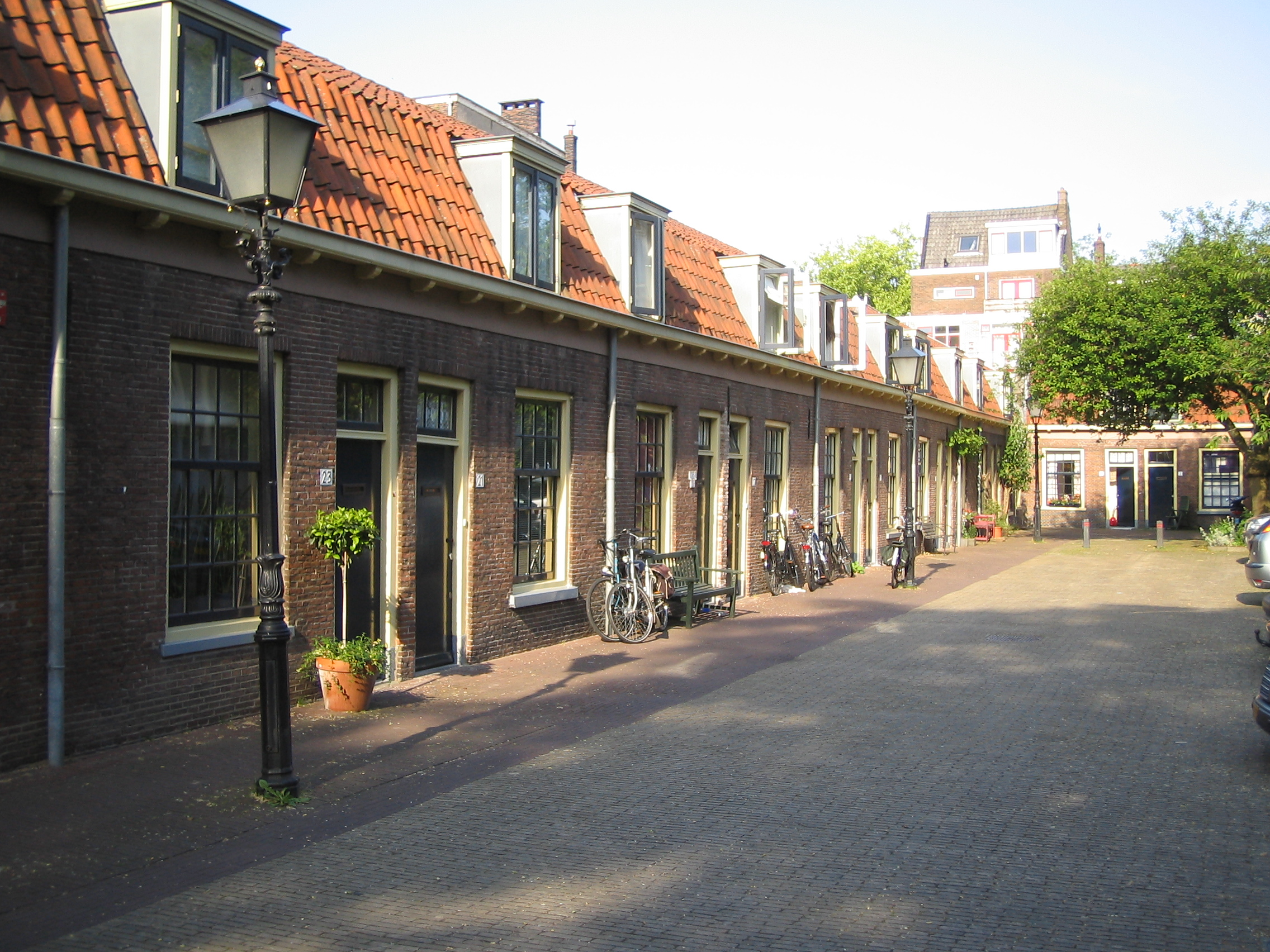
Fockstraat

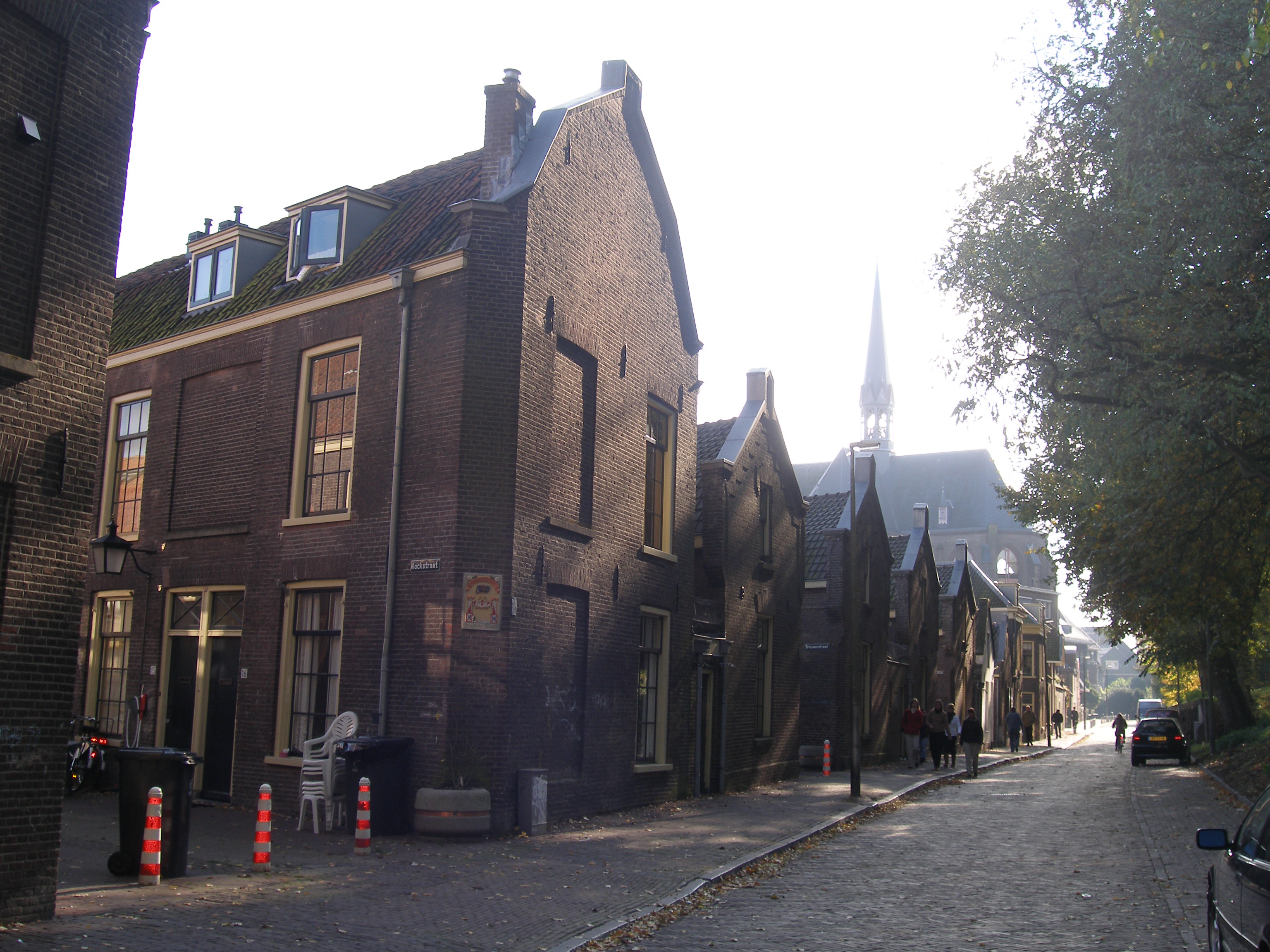
Pelmolenweg, toegang tot de Zeven Steegjes

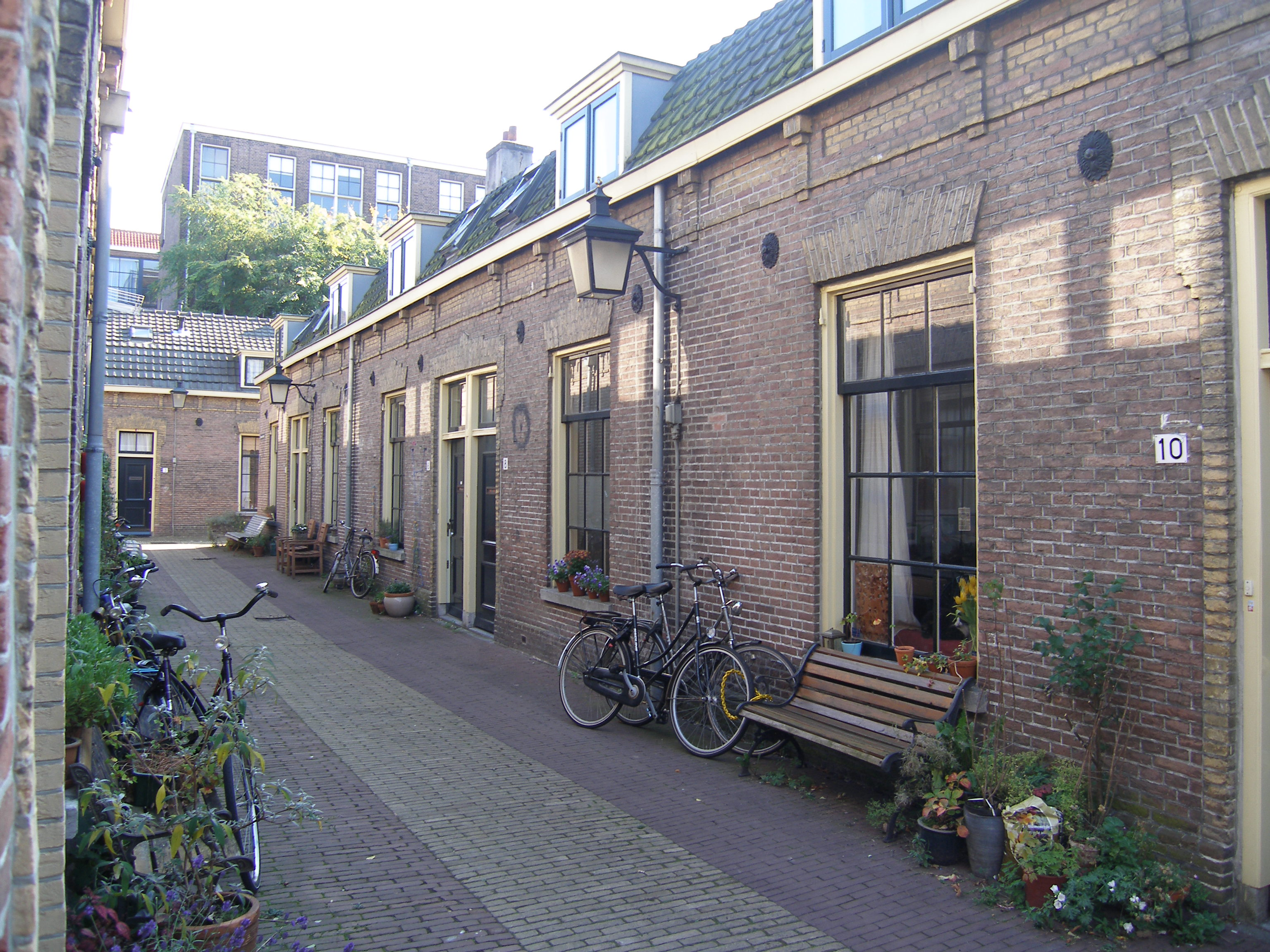
Eén der Zeven Steegjes

De Zeven Steegjes is een volksbuurtje in de binnenstad van de stad Utrecht.

## Ligging
De Zeven Steegjes wordt begrensd door de Oudegracht, de Pelmolenweg, de Geertekerk en de voormalige Martinuskerk en bevat een achttal gangen, stegen en straatjes.

## Geschiedenis
In 1761 kwam het rooms-katholiek parochiaal Armbestuur door een legaat van Willem de Kock in het bezit van de eeuwenoude brouwerij 'De Boog' aan de Oudegracht te Utrecht. In 1842 begon het Armbestuur op de achterliggende landerijen met de bouw van eenvoudige woningen. De architecten L. Tollenaar en A.G. Tollenaar verzorgden de ontwerpplannen waarna in meerdere fases is gebouwd. In 1860 werd het aantal woningen op 100 gebracht en in de jaren erna zou dit aantal nog verder oplopen. De woningen waren bestemd voor rooms-katholieke kinderrijke gezinnen die van de charitas afhankelijk waren. De bevolkingsdruk in de steden in die jaren was hoog en de angst voor het uitbreken van besmettelijke ziekten als cholera was reëel. De overheid begon dan ook eisen te stellen aan de bouw van woningen. De bouw van doodlopende sloppen werd verboden. De nieuwe straten moesten recht en de wind moest erdoor kunnen waaien. De huisjes hadden geen eigen wc, noch een keuken. De woningen van de Zeven Steegjes waren niettemin hun tijd ver vooruit.
Tot 1952 zwaaide het rooms-katholieke Armbestuur de scepter over de Zeven Steegjes. Toen kocht de gemeente Utrecht het hele complex. Sindsdien werd er met regelmatige tussenpozen gepraat over de sloop van de buurt omdat de huisjes niet meer van deze tijd zouden zijn. In 1952 verdwenen de latrines en kregen de huisjes een eigen wc.
In 1972 werd nog een eenvoudige renovatie uitgevoerd. In 1992 volgde eindelijk een uitgebreide renovatie van de huisjes. Zo kregen ze o.a. een douche en inbouwkeuken. Ruim de helft van de originele bewoners keerde na de renovatie terug.
Anno 2008 zijn er nog 166 woningen over. De Korte Rozendaal, Lange Rozendaal, Kockstraat, Brouwerstraat, Boogstraat, Moutstraat, Suikerstraat en Fockstraat hebben het karakter van een volksbuurt behouden. Het is een levendige buurt met een wijd vertakt sociaal verkeer. Eind augustus wordt ieder jaar nog gedurende drie dagen het traditionele buurtfeest gevierd op de jaardag van koningin Wilhelmina. Met fanfare en kinderoptocht en spelletjes waar ook de volwassenen zich uitbundig in uitleven.
De huizen zijn klein en de straten zijn niet echt breed dus het buurtje doet haar naam alle eer aan. Tal van panden in de Zeven Steegjes zijn gewaardeerd als gemeentelijk monument. Zie voor een overzicht daarvan de lijst van gemeentelijke monumenten in de Zeven Steegjes.